# Músculo longitudinal superior
O músculo longitudinal superior é um músculo intrínseco da língua.